# مصطفی رحماندوست
مصطفی رحماندوست (زاده ۱ تیر ۱۳۲۹) در همدان، شاعر شعر کودکانه صد دانه یاقوت، شاعر، نویسنده و مترجم کتاب‌های کودکان و نوجوانان است. او از داوران و نمایندگان هیئت علمی جشنواره بین‌المللی شعر فجر و چهارمین جشنواره شعر کودک ایران بوده‌است..

## تحصیلات و سوابق
او پس از اخذ مدرک کارشناسی زبان و ادبیات فارسی از دانشگاه تهران، به عنوان کارشناس کتاب‌های خطی در کتابخانه مجلس مشغول به کار شد و سپس به عنوان مدیر مرکز نشریات کانون پرورش فکری کودکان و نوجوانان، مدیر مسئول نشریات رشد، سردبیر رشد دانش آموز، سردبیر و پدیدآورنده سروش کودکان و نوجوانان، سردبیر مجله شهرزاد قصه‌گو به فعالیت خود ادامه داد. او همچنین به مدت سه سال مدیر کل دفتر مجامع و فعالیت‌های فرهنگی وزارت فرهنگ و ارشاد اسلامی ایران بوده‌است که بنابر گفته خودش، آغاز راه او برای انتقال ادبیات برگزیده کودکان و نوجوانان ایران به زبان‌های دیگر بوده‌است. او در سال ۱۳۷۱ در رشته زبان و ادبیات فارسی به ادامه تحصیل پرداخت و پس از دوره کارشناسی ارشد، به دریافت نشان درجه یک هنری (دکترا) نائل آمد.
مصطفی رحماندوست، همچنین، مدرس داستان‌نویسی و قصه‌گویی و ادبیات کودکان و نوجوانان در دانشگاه‌ها نیز بوده‌است.
وی پس از بازنشستگی از سمت‌های دولتی، مدیر گروه شکوفه (بخش کودکان و نوجوانان) انتشارات امیرکبیر و مشاور رئیس کتابخانه ملی ایران شد و اقدام به تأسیس و راه اندازی پایگاه اینترنتی «کتابخانه ملی کودک و نوجوان ایران» کرد و توانست تا دهمین سال شروع به کار این پایگاه متن کامل بیش از بیست و چهار هزار عنوان کتاب کودک و نوجوان را برای پژوهشگران قابل دسترس کند. او همچنین یکی از اعضای اصلی داوران جشنواره بین‌المللی فیلم کودکان و نوجوانان اصفهان و جشنواره بین‌المللی تئاتر کودکان و نوجوانان است. او عضو هیئت داوری کتاب سال، جشنواره‌های کتاب و مطبوعات کودکان و عضو شورای موسیقی کودکان و شورای کتاب کودک ایران نیز بوده‌است. او در فاصله سال‌های ۱۳۸۲ تا ۱۳۸۴ و در دوره وزارت محمدحسین صفار هرندی و در دوره وزارت علی جنتی(۱۳۹۵–۱۳۹۲) از اعضای هیئت نظارت و سانسور پیش از چاپ کتب کودک و نوجوان بوده‌است.

## آثار
از این نویسنده و شاعر ایرانی، تاکنون سیصد و چهارده اثر به صورت مجموعه شعر برای کودکان و نوجوانان، تألیف و ترجمه داستان‌های کودکان و نوجوانان و کتابهایی دربارهٔ فنون قصه گویی و ادبیات کودکان در ایران و جهان منتشر شده‌است. تیراژ کتاب‌های او به بیش از شش و نیم میلیون نسخه می‌رسد و برخی از آثار او از جمله «قصه دو لاکپشت تنها»، «بازی با انگشت‌ها»، «سه قدم دورتر شد از مادر»، «دو تا عروس، دو تا داماد» و … به سیزده زبان ترجمه شده‌است.
از آثار او می‌توان به نام‌های زیر اشاره کرد:
- فرهنگ آسان: دانشنامه ویژه کودکان و نوجوانان
- فوت کوزه‌گری: مجموعه‌ای ارزشمند از ضرب‌المثل‌های ایرانی
- ترانه‌های نوازش
- ترانه‌های نیایش
- لالایی‌ها: شامل مجموعه‌ای از لالایی‌ها که از جمله «لالایی عاشورا» و «گنجشک لالا»
- مجموعه شعرهای «قصه‌های پنج انگشت» و «بازی با انگشت‌ها» که ریشه در ادبیات فولکلور ایران دارد.
- مجموعه شعر «دوستی شیرین است»
- هیچانه‌ها
- سفید بود، سفید تنها بود
- این تریزی، آن تریزی
- ریشه‌ها در خاک، شاخه‌ها در باد
- زیباتر از بهار
- صد دانه یاقوت
- باغ مهربانی‌ها
- قصه گویی، اهمیت و راه و رسم آن

او همچنین با انتشار برخی از آثارش با کمک تسهیلات آسان نشر تحت عنوان عمو مصطفی در آمریکا، امکان مطالعه، گوش دادن و خریدن کتاب‌هایش را برای کودکان ایرانی خارج از کشور مهیا ساخته‌است.
شعر «صد دانه یاقوت» و برخی از اشعار او در دوره تحصیلات ابتدایی و در درس زبان فارسی آموزش داده می‌شود.

## دیدگاه‌ها
رحمان‌دوست از جمله ۱۴۰ هنرمند ایرانی بود که با امضاء طوماری در مورخ ۲۲ خرداد ۱۳۹۲، همراه با سایر اصلاح‌طلبان و اعتدالگرایان، ضمن قدردانی انصراف محمدرضا عارف به نفع حسن روحانی، از نامزدی حسن روحانی در انتخابات ریاست جمهوری ۱۳۹۲ حمایت علنی کرد.